# 菜の花の女
『菜の花の女』（なのはなのひと）は、1977年4月5日から同年6月28日までフジテレビ系列局で放送されていた関西テレビ製作のテレビドラマである。全13話。放送時間は毎週火曜 22:00 - 22:54 （日本標準時）。

## 概要
丹羽文雄の自伝的小説をドラマ化した作品。明治から大正の時代を舞台にしている。
秋鹿役の井上純一は本作への出演により、1978年にエランドール賞新人賞を受賞した。

## あらすじ
主人公の菊岡朝子は、菜の花の季節になるとそれらに彩られる伊勢（三重県）の古寺・梅林寺の一人娘。朝子は、檀家総代の木内伝兵衛に迫られる形で青年僧・光雅と結婚。結婚式を終えたその夜、朝子が眠りについた後、足を忍ばせて朝子の母・浜女の部屋に行くのだった…。
息子の秋鹿が生まれて三年経ったある日、朝子は遂に浜女と光雅の密通を目撃。その秘密を知った朝子は絶望に打ちひしがれ、光雅の下を離れて村田由蔵の後妻になるなど、純粋な愛を求めてさまよう。

## キャスト
- 菊岡朝子：新珠三千代
- 朝子の夫・光雅：本郷功次郎
- 朝子の息子・秋鹿：村上塁 → 松田辰也 → 井上純一
- 菊岡浜女：藤間紫
- 信賢（院代）：加藤嘉
- 木内伝兵衛：野口元夫
- 菊岡恵覚：戸浦六宏 - 朝子の父違いの兄。
- 菊岡亀松：河原崎長一郎 - 朝子の父違いの兄。
- のぶ子：桜田千枝子 - 朝子の友人。
- 柏木田鶴子：高田敏江 - 朝子の名古屋の親友。
- 田鶴子の夫：多田幸男
- 村田由蔵：江原真二郎
- 村田たね：小夜福子 - 由蔵の母。
- 園子：姫ゆり子 - 光雅の後妻。
- 松宮菊子：秋野暢子 - 秋鹿の下宿先の娘。
- そで子：遠藤真理子
- 宇津木：北村和夫 - 味噌屋の主人。
- 宇津木千鶴子：山内正子 - 宇津木の娘。
- 尾上松鶴：林与一 - 旅役者。
- 辻：中田浩二 - 松鶴の番頭。
- 出入りの呉服屋：今西正男
- 八木昌子

## スタッフ
- プロデューサー：栢原幹
- 脚本：布施博一
- 演出：栢原幹
- 原作：丹羽文雄『太陽の蝶』
- 製作：関西テレビ